# LIPA
LIPA (англ. Lipase A, lysosomal acid type) – білок, який кодується однойменним геном, розташованим у людей на 10-й хромосомі. Довжина поліпептидного ланцюга білка становить 399 амінокислот, а молекулярна маса — 45 419.
| 10         |  | 20         |  | 30         |  | 40         |  | 50         |
| ---------- |  | ---------- |  | ---------- |  | ---------- |  | ---------- |
| MKMRFLGLVV |  | CLVLWTLHSE |  | GSGGKLTAVD |  | PETNMNVSEI |  | ISYWGFPSEE |
| YLVETEDGYI |  | LCLNRIPHGR |  | KNHSDKGPKP |  | VVFLQHGLLA |  | DSSNWVTNLA |
| NSSLGFILAD |  | AGFDVWMGNS |  | RGNTWSRKHK |  | TLSVSQDEFW |  | AFSYDEMAKY |
| DLPASINFIL |  | NKTGQEQVYY |  | VGHSQGTTIG |  | FIAFSQIPEL |  | AKRIKMFFAL |
| GPVASVAFCT |  | SPMAKLGRLP |  | DHLIKDLFGD |  | KEFLPQSAFL |  | KWLGTHVCTH |
| VILKELCGNL |  | CFLLCGFNER |  | NLNMSRVDVY |  | TTHSPAGTSV |  | QNMLHWSQAV |
| KFQKFQAFDW |  | GSSAKNYFHY |  | NQSYPPTYNV |  | KDMLVPTAVW |  | SGGHDWLADV |
| YDVNILLTQI |  | TNLVFHESIP |  | EWEHLDFIWG |  | LDAPWRLYNK |  | IINLMRKYQ  |

A: Аланін

C: Цистеїн

D: Аспарагінова кислота

E: Глутамінова кислота

F: Фенілаланін

G: Гліцин

H: Гістидин

I: Ізолейцин

K: Лізин

L: Лейцин

M: Метіонін

N: Аспарагін

P: Пролін

Q: Глутамін

R: Аргінін

S: Серин

T: Треонін

V: Валін

W: Триптофан

Кодований геном білок за функцією належить до гідролаз. 
Задіяний у таких біологічних процесах, як метаболізм ліпідів, деградація ліпідів, альтернативний сплайсинг. 
Локалізований у лізосомі.